# Luca Szekerczés
Luca Szekerczés (* 18. Juni 1994 in Bonyhád) ist eine ungarische Handballspielerin, die beim ungarischen Erstligisten Moyra-Budaörs Handball unter Vertrag steht.

## Karriere
Luca Szekerczés spielte von 2009 bis 2012 beim ungarischen Verein UKSE Szekszárd. Anschließend lief sie für den ungarischen Erstligisten Ferencváros Budapest auf. Nachdem die Rückraumspielerin in der Saison 2014/15 für den Ligakonkurrenten Siófok KC gespielt hatte, kehrte sie zu Ferencváros Budapest zurück. In der Saison 2016/17 stand die Linkshänderin beim deutschen Bundesligisten TuS Metzingen unter Vertrag. Anschließend schloss sie sich dem ungarischen Erstligisten Dunaújvárosi Kohász KA an. In der Saison 2020/21 stand Szekerczés beim MTK Budapest unter Vertrag. Anschließend wechselte sie zum deutschen Bundesligisten Thüringer HC. Zum Jahresende 2021 wurde bekannt gegeben, dass sie nicht weiter für den THC auflaufen wird. Im Januar 2022 schloss sich Szekerczés dem ungarischen Erstligisten Szombathelyi KKA an. Nachdem Szombathelyi KKA am Saisonende 2021/22 abgestiegen war, unterschrieb sie einen Vertrag beim Erstligisten Moyra-Budaörs Handball.
Szekerczés gehörte dem Kader der ungarischen Juniorinnen-Nationalmannschaft an. Bei der U-19-Handball-Europameisterschaft der Frauen 2013 und bei der U-20-Handball-Weltmeisterschaft der Frauen 2014 wurde sie jeweils in das All-Star-Team gewählt. Szekerczés bestritt bislang vier Länderspiele für die ungarische Nationalmannschaft.